# Raesfeld
Raesfeld (phát âm tiếng Đức: [ˈraːsfɛlt]) là một đô thị ở huyện Borken trong bang Nordrhein-Westfalen, Đức. Đô thị này tọa lạc khoảng 10 km về phía nam của Borken và 30 km về phía đông biên giới với Hà Lan.